# Шепарович Альберт-Фелікс
Альберт-Фелікс Шепарович — український військовик, поручник-літун. Син генерала армії Австро-Угорщини Фелікса Шепаровича, брат офіцера УГА Едмунда Шепаровича.
Служив у 1-й літунській сотні УГА у Стрию. Помер від епідемічного висипного тифу в Крижополі (Поділля) в січні 1920 року.